# Chloroclystis ishigakiensis
Eriopithex ishigakiensis là một loài bướm đêm trong họ Geometridae.